# Cerro Vilama
Cerro Vilama är ett berg i Bolivia, på gränsen till Argentina. Det ligger i den södra delen av landet, 400 km söder om huvudstaden Sucre. Toppen på Cerro Vilama är 5 367 meter över havet, eller 27 meter över den omgivande terrängen. Bredden vid basen är 0,44 km. Cerro Vilama ingår i Serranía Dulce Nombre.
Terrängen runt Cerro Vilama är huvudsakligen lite bergig. Trakten runt Cerro Vilama är nära nog obefolkad, med mindre än två invånare per kvadratkilometer.. Det finns inga samhällen i närheten. 
Trakten runt Cerro Vilama är ofruktbar med lite eller ingen växtlighet.